# Cranfords
Cranfords era il nome in codice della versione "ridotta" del core Potomac, che era il successore del core Gallatin alla base della CPU Intel Xeon MP per sistemi multiprocessore, presentato il 29 marzo 2005.
Si trattava di una particolare versione del core Potomac, sprovvista della cache L3 e destinata a realizzare piccoli server a basso costo.

## Caratteristiche tecniche

### Processo produttivo
Derivando dal processore Potomac, Cranfords ne ereditava anche tutte le caratteristiche tecniche, quali il processo produttivo a 90 nm e il raddoppio delle cache L1 e L2 diventate, rispettivamente, di 16 KB e 1 MB.
La differenza sostanziale rispetto a Potomac era, come detto, la totale assenza della grande cache L3 da 8 MB, caratteristica che, unita al nuovo processo produttivo, consentiva di avere un'ottima resa produttiva e di contenere quindi notevolmente i costi di fabbricazione.
Il BUS era quello a 667 MHz e al pari di quanto avvenuto in Potomac venne introdotta un'architettura a 2 BUS distinti e paralleli, ciascuno dei quali era in grado di supportare 2 processori fisici contemporaneamente: questa caratteristica consentiva di avere un BUS dedicato da 5,3 GB/s per ogni coppia di processori, consentendo una buona scalabilità delle prestazioni nel momento in cui questi aumentavano di numero passando da 2 a 4.

### Tecnologie implementate
Differenziandosi da Potomac solo per l'assenza della cache L3 (oltre che per il clock), Cranfords integrava tutte le tecnologie del "fratello maggiore" vale a dire, oltre a MMX, SSE, SSE2, anche EM64T, XD-bit e Hyper-Threading.

## Chipset supportati
Come per Potomac, il chipset utilizzato da Cranfors era l'iE8500 precedentemente conosciuto come TwinCastle, in grado di offrire il supporto quad channel alle memorie RAM DDR2-400 e al doppio BUS parallelo, e compatibile anche con il successore di Potomac, Paxville.

## Prezzi dei vari modelli al lancio
Al momento della presentazione i prezzi dei vari modelli erano i seguenti:
- Xeon MP 3,66 GHz - 936 $
- Xeon MP 3,16 GHz - 702 $

## Modelli arrivati sul mercato
La tabella seguente mostra i modelli di Xeon, basati sul core Cranfords, arrivati sul mercato. Molti di questi condividono caratteristiche comuni pur essendo basati su diversi core; per questo motivo, allo scopo di rendere maggiormente evidente tali affinità e "alleggerire" la visualizzazione alcune colonne mostrano un valore comune a più righe. Di seguito anche una legenda dei termini (alcuni abbreviati) usati per l'intestazione delle colonne:
- Nome Commerciale: si intende il nome con cui è stato immesso in commercio quel particolare esemplare.
- Data: si intende la data di immissione sul mercato di quel particolare esemplare.
- Socket: lo zoccolo della scheda madre in cui viene inserito il processore. In questo caso il numero rappresenta oltre al nome anche il numero dei pin di contatto.
- N°Core: si intende il numero di core montati sul package: 1 se "single core" o 2 se "dual core".
- Clock: la frequenza di funzionamento del processore.
- Molt.: sta per "Moltiplicatore" ovvero il fattore di moltiplicazione per il quale bisogna moltiplicare la frequenza di bus per ottenere la frequenza del processore.
- Pr.Prod.: sta per "Processo produttivo" e indica tipicamente la dimensione dei gate dei transistor (180 nm, 130 nm, 90 nm) e il numero di transistor integrati nel processore espresso in milioni.
- Voltag.: sta per "Voltaggio" e indica la tensione di alimentazione del processore.
- Watt: si intende il consumo massimo di quel particolare esemplare.
- Bus: frequenza del bus di sistema.
- Cache: dimensione delle cache di 1º e 2º livello.
- XD: sta per "XD-bit" e indica l'implementazione della tecnologia di sicurezza che evita l'esecuzione di codice malevolo sul computer.
- 64: sta per "EM64T" e indica l'implementazione della tecnologia a 64 bit di Intel.
- HT: sta per "Hyper-Threading" e indica l'implementazione della esclusiva tecnologia Intel che consente al sistema operativo di vedere 2 core logici.
- ST: sta per "SpeedStep Technology" ovvero la tecnologia di risparmio energetico sviluppata da Intel e inserita negli ultimi Pentium 4 Prescott serie 6xx per contenere il consumo massimo.
- VT: sta per "Vanderpool Technology", la tecnologia di virtualizzazione che rende possibile l'esecuzione simultanea di più sistemi operativi differenti contemporaneamente.

| Nome Commerciale | Data        | Socket | N°Core | Clock    | Molt. | Pr.Prod.       | Voltag. | Watt  | Bus     | Cache                 | XD | 64 | HT | ST | VT |
| ---------------- | ----------- | ------ | ------ | -------- | ----- | -------------- | ------- | ----- | ------- | --------------------- | -- | -- | -- | -- | -- |
| Xeon MP 3,16 GHz | 29/mar/2005 | 604    | 1      | 3,16 GHz | 19x   | 90 nm 125 mil. | 1,3 V   | 110 W | 667 MHz | L1=16KB L2=1MB L3=0MB | Sì | Sì | Sì | No | No |
| Xeon MP 3,66 GHz | 29/mar/2005 | 604    | 1      | 3,66 GHz | 22x   | 90 nm 125 mil. | 1,3 V   | 110 W | 667 MHz | L1=16KB L2=1MB L3=0MB | Sì | Sì | Sì | No | No |

Nota: la tabella soprastante è un estratto di quella completa contenuta nella pagina dello Xeon.

## Il successore
Il 2 novembre 2005 Intel presentò il primo Xeon MP dual core, Paxville. Quest'ultimo era sprovvisto di cache L3 ma alla presenza del doppio core affiancava, tra le altre cose, un BUS più veloce che raggiungeva gli 800 MHz, una cache L2 maggiorata e supporto alle tecnologie SpeedStep e Vanderpool.
Intel sospese la produzione delle CPU Cranfords, insieme a quella del "fratello maggiore" Potomac, a partire dal secondo trimestre 2007.